# Copa Europeia CONIFA de 2015
A Copa Europeia ConIFA de 2015 foi a primeira edição da Copa Europeia ConIFA, um torneio internacional de futebol para os estados, minorias, povos sem pátria e regiões não filiados à FIFA com filiação à Europa, organizado pela ConIFA. O torneio foi hospedado pelo País Sículo, com todos os jogos realizados na cidade de Debrecen, Hungria.

## Sede
Em março de 2015 a ConIFA anunciou que o País Sículo tinha sido escolhido para sediar a Copa Europeia ConIFA em Debrecen, na Hungria. Seria um torneio para convidados disputado entre 17 e 21 de junho de 2015, com as partidas sendo realizadas no Stadion Oláh Gábor Út, com capacidade para 10 200 pessoas e no Gyulai István Atlétikai Stadion, para 3 000 pessoas.
| Debrecen                     | Debrecen                        |
| ---------------------------- | ------------------------------- |
| Stadion Oláh Gábor Út        | Gyulai István Atlétikai Stadion |
|                              |                                 |
| 47° 32′ 58″ N, 21° 38′ 20″ L | 47° 33′ 10″ N, 21° 38′ 14″ L    |
| Capacidade: 10 200           | Capacidade: 3 000               |
| Debrecen                     |                                 |

## Participantes
Doze equipes participaram do torneio. As doze equipes participantes foram divididas em quatro grupos de três equipes para a fase de grupos. Para o sorteio, as equipes foram organizadas em três potes. O sorteio foi feito pelo presidente mundial da ConIFA Per-Anders Blind.
| Pote 1                                                    | Pote 2                                             | Pote 3                                           |
| --------------------------------------------------------- | -------------------------------------------------- | ------------------------------------------------ |
| - Occitânia - Padânia - Condado de Nice - Chipre do Norte | - Ellan Vannin - Artsaque - Abecásia - País Sículo | - Ossétia do Sul - Ciganos - Francônia - Lapônia |

O sorteio inicialmente seria feito com a Lapônia no Pote 3, mas depois sendo substituído por Mônaco. No entanto, 3 times (Francônia, Mônaco e Artsaque) anunciaram que não iam disputar. Em maio de 2015, a Occitânia também anunciou que não iria mais disputar o torneio. Em junho de 2015, mais 3 times (Ossétia do Sul, Abecásia e Chipre do Norte) foram obrigados a desistir de disputar por problemas para conseguirem seus passaportes. No final, por ter apenas 5 times para disputar, a Alta Hungria foi convidada para disputar a competição.

## Tabela
| Legenda das tabelas de grupos | Legenda das tabelas de grupos            |
| ----------------------------- | ---------------------------------------- |
|                               | Equipes classificadas para as semifinais |

#### Grupo A
| Time            | Pts | J | V | E | D | GP | GC | SG |
| --------------- | --- | - | - | - | - | -- | -- | -- |
| Condado de Nice | 6   | 2 | 2 | 0 | 0 | 7  | 3  | +4 |
| Alta Hungria    | 3   | 2 | 1 | 0 | 1 | 4  | 5  | −1 |
| País Sículo     | 0   | 2 | 0 | 0 | 2 | 3  | 6  | −3 |

| 17 de junho | País Sículo       | 2 – 3 | Condado de Nice        |  |
| 19:30       | Hodgyai · Magyari |       | Delerue , · Tchokounte |  |

| 18 de junho | Alta Hungria            | 3 – 1 | País Sículo |  |
| 19:30       | Dalkoni · Magyar · Kosa |       | Magyari     |  |

| 19 de junho | Alta Hungria | 1 – 4 | Condado de Nice                 |  |
| 18:00       | Kosa         |       | Onda · Delerue · Romen · Jaziri |  |

#### Grupo B
| Time         | Pts | J | V | E | D | GP | GC | SG |
| ------------ | --- | - | - | - | - | -- | -- | -- |
| Padânia      | 6   | 2 | 2 | 0 | 0 | 4  | 2  | +2 |
| Ellan Vannin | 3   | 2 | 1 | 0 | 1 | 3  | 2  | +1 |
| Ciganos      | 0   | 2 | 0 | 0 | 2 | 3  | 6  | −3 |

| 17 de junho | Padânia                       | 3 – 2 | Ciganos         |  |
| 16:00       | Tignonsini · Garavelli · Rota |       | Horvath · Csoka |  |

| 18 de junho | Ciganos   | 1 – 3 | Ellan Vannin                       |  |
| 16:00       | Irhas 29' |       | Sharkey 11' · Jones 49' · Bass 55' |  |

| 19 de junho | Padânia   | 1 – 0 | Ellan Vannin |  |
| 15:00       | Prandelli |       |              |  |

### Fase final
|  | Semifinais             | Semifinais             |   |                        | Final                  | Final |  |
|  |                        |                        |   |                        |                        |       |  |
|  | 20 de junho – Debrecen |                        |   |                        |                        |       |  |
|  | Condado de Nice        | 3                      |   |                        |                        |       |  |
|  | Ellan Vannin           | 1                      |   |                        |                        |       |  |
|  |                        |                        |   |                        |                        |       |  |
|  |                        |                        |   |                        | 21 de junho – Debrecen |       |  |
|  |                        |                        |   |                        | Condado de Nice        | 1     |  |
|  |                        | Padânia                | 4 |                        |                        |       |  |
|  |                        |                        |   |                        |                        |       |  |
|  |                        |                        |   |                        |                        |       |  |
|  |                        |                        |   |                        | Terceiro lugar         |       |  |
|  | 20 de junho – Debrecen | 20 de junho – Debrecen |   | 21 de junho – Debrecen | 21 de junho – Debrecen |       |  |
|  | Padânia                | 5                      |   | Ellan Vannin           | 1 (5)                  |       |  |
|  | Alta Hungria           | 0                      |   |                        | Alta Hungria           | 1 (3) |  |

#### Partida de colocação
| 19 de junho de 2015 | País Sículo   | 2 - 4 | Ciganos                  |  |
| 12:00               | Silion · Mate |       | Oivido · Irhas · Horvath |  |

#### Semifinais
| 20 de junho de 2015 | Condado de Nice            | 3 - 1 | Ellan Vannin |  |
| 15:00               | Delerue · Floridi · Girand |       | Jones        |  |

| 20 de junho de 2015 | Padânia                                     | 5 - 0 | Alta Hungria |  |
| 18:00               | Prandelli · Mazzotti · De Peralta · Baruwah |       |              |  |

#### Decisão do 3° Lugar
| 21 de junho de 2015 | Ellan Vannin | 1 - 1 | Alta Hungria |  |
| 13:00               | Bass         |       | Magyar       |  |

|  |       | Penalidades |
|  | 5 - 3 |             |

#### Final
| 21 de junho de 2015 | Condado de Nice | 1 - 4 | Padânia                             |  |
| 16:00               | Delerue         |       | Tignonsini · De Peralta · Prandelli |  |

## Premiação
| Copa Europeia ConIFA de 2015 |
| ---------------------------- |
| Padânia Campeão (1º título)  |

## Classificação final
| Pos                          | Equipe          | Pts | J | V | E | D | GP | GC | SG  | Ap     |
| ---------------------------- | --------------- | --- | - | - | - | - | -- | -- | --- | ------ |
| 1                            | Padânia         | 12  | 4 | 4 | 0 | 0 | 13 | 3  | +10 | 100.0% |
| 2                            | Condado de Nice | 9   | 4 | 3 | 0 | 1 | 9  | 6  | +3  | 75.0%  |
| 3                            | Ellan Vannin    | 4   | 4 | 1 | 1 | 2 | 5  | 6  | −1  | 33.3%  |
| 4                            | Alta Hungria    | 4   | 4 | 1 | 1 | 2 | 5  | 11 | −6  | 33.3%  |
| Eliminados na fase de grupos |                 |     |   |   |   |   |    |    |     |        |
| 5                            | Ciganos         | 3   | 3 | 1 | 0 | 2 | 7  | 8  | −1  | 25.0%  |
| 6                            | País Sículo     | 0   | 3 | 0 | 0 | 3 | 5  | 10 | −5  | 0.0%   |